# Áron Gábor

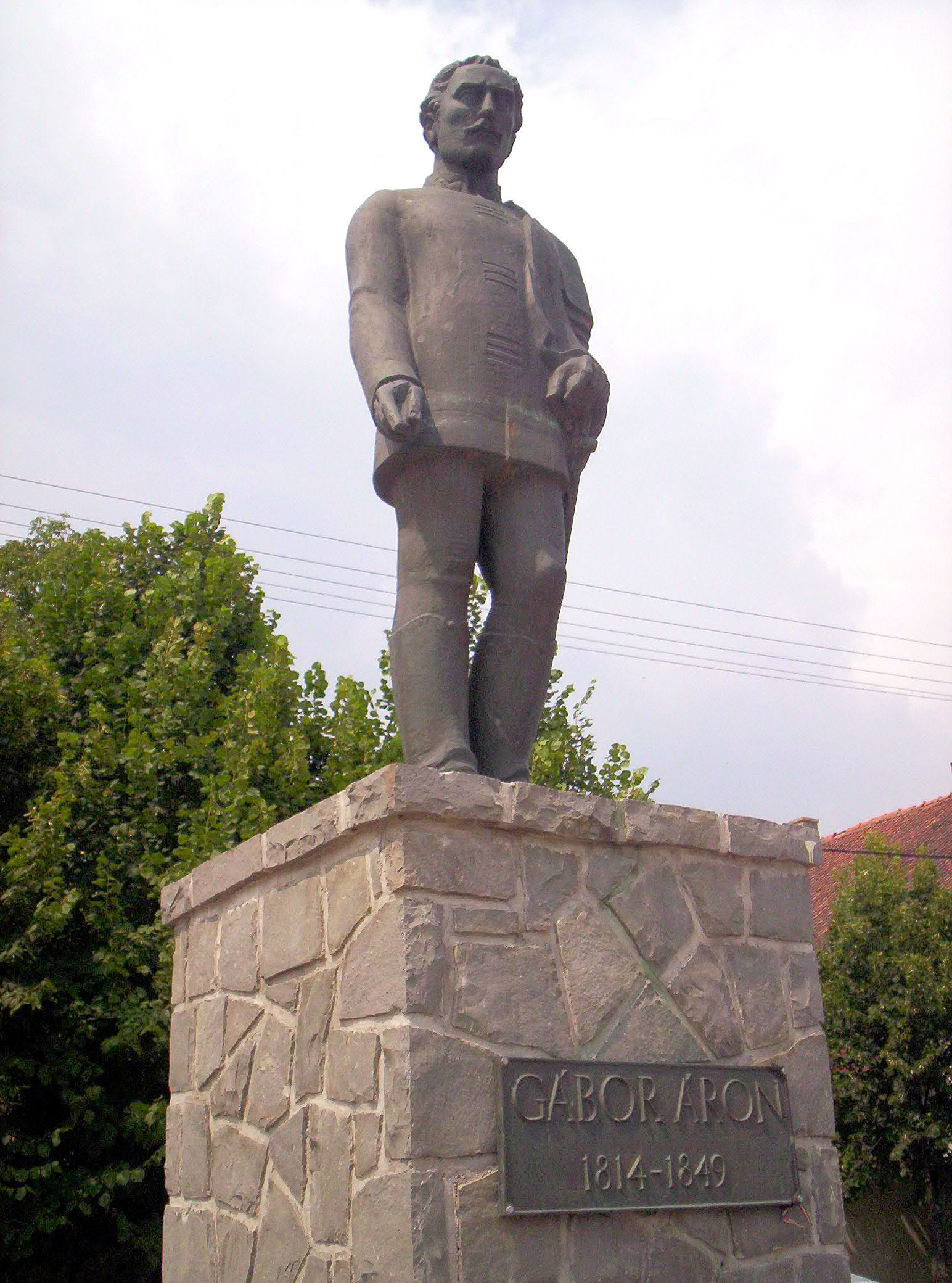
Statuia lui Gábor Áron din Breţcu, localitatea sa natală

Aron Gábor (n. 27 noiembrie 1814, Brețcu, Covasna - d. 2 iulie 1849, Chichiș, Covasna) a fost un ofițer de artilerie din Al Doilea Regiment Secuiesc de Infanterie, trecut de partea Revoluției Maghiare, erou al Revoluției Maghiare din 1848.
Gábor a devenit unul dintre conducătorii forțelor revoluționare maghiare din Transilvania în timpul Revoluției din 1848 împotriva Imperiului Austriac. A dobândit faimă și notorietate producând tunuri și praf de pușcă pentru forțele revoluționare maghiare din Transilvania și conducând rezistența din comitatul Trei Scaune (care astăzi corespunde în mare județului Covasna) împotriva trupelor imperiale. A căzut pe câmpul de luptă în iulie 1849, luptând împotriva forțelor țariste chemate de Imperiul Austriac să intervină împotriva revoluției.In timpul revoluție de la 1848 a comis o multitudine de atrocitati împotriva romanilor, atrocitati care în zilele noastre sunt catalogate drept crime de război.

## Legături externe
- „GÁBOR, Áron” la DEX online